# Myotis clydejonesi
Myotis clydejonesi (Moratelli, Wilson, Gardner, Fisher & Gutierrez, 2016) è un pipistrello della famiglia dei Vespertilionidi endemico del Suriname.

## Descrizione

### Dimensioni
Pipistrello di piccole dimensioni, con la lunghezza della testa e del corpo di 50 mm, la lunghezza dell'avambraccio di 34,9 mm, la lunghezza della coda di 38 mm, la lunghezza del piede di 6 mm, la lunghezza delle orecchie di 11 mm e un peso fino a 4,3 g.

### Aspetto
La pelliccia è lunga e setosa. Le parti dorsali sono interamente nerastre, mentre quelle ventrali sono nerastre con la punta rosso-giallastra. Le membrane sono marroni. L'Uropatagio è attaccato posteriormente alla base delle dita dei piedi. La superficie dorsale delle gionocchia e della tibia sono prive di peli.

## Biologia

### Alimentazione
Si nutre di insetti.

## Distribuzione e habitat
Questa specie è conosciuta soltanto attraverso un individuo femmina catturato nel 2008 nel distretto del Sipaliwini, nel Suriname centrale.
Vive nelle foreste tropicali mature.

## Conservazione
Questa specie, essendo stata scoperta solo recentemente, non è stata sottoposta ancora a nessun criterio di conservazione.